# 今野友加里
今野 友加里（こんの ゆかり）は、日本の歌手。キングレコード→アポロン（現バンダイ・ミュージックエンタテインメント）に所属していた。またYukariとしても活動していた。

## 経歴
1993年にシングル「My White Resort」でデビュー。その後、1995年にリリースしたシングル「ときめきの導火線」がテレビアニメ『ふしぎ遊戯』エンディングテーマに起用され、後に石田燿子、中川翔子によってカヴァーされた。

## Yukari
テレビアニメ「ママレード・ボーイ」の挿入歌として、「ハッピーエンドは終わらない」（作詞：森由里子、作曲：家原正嗣、編曲：矢野立美）をYukari名義で、1995年に発売した『ママレード・ボーイ Vol.5 ママレード・フェイス!』の中に収録されている。

## ディスコグラフィー

### シングル
| 1st | 1993年1月21日 | My White Resort         | 作詞：古田喜昭 作曲：古田喜昭                  | キングレコードより発売 c/w「心ぎりぎり」 プリンスホテル系スキー場イメージフィルム挿入歌 フォーミュラ・トヨタ「エッソチャレンジ」テーマソング |
| 2nd | 1995年2月5日  | ONE〜あなたに向かって〜 | 作詞：只野菜摘 作曲：山中紀昌 編曲：矢野立美   | アポロンより発売 c/w「好きだということ」 バンダイ社「超球命体ガンボール」CMソング                                                            |
| 3rd | 1995年5月21日 | ときめきの導火線        | 作詞：里乃塚玲央 作曲：家原正嗣 編曲：山中紀昌 | アポロンより発売 テレビアニメ『ふしぎ遊戯』エンディングテーマ c/w「Winner」                                                                  |